# La Ragazzona
La Ragazzona est un navire de guerre de la république de Venise loué par Philippe II d'Espagne pour faire partie de l'Invincible Armada, qu'il envoie contre l'Angleterre. Il coule en 1588 avant d'arriver au port de La Corogne en raison d'une tempête et de multiples avaries.

## Service dans l'Invincible Armada

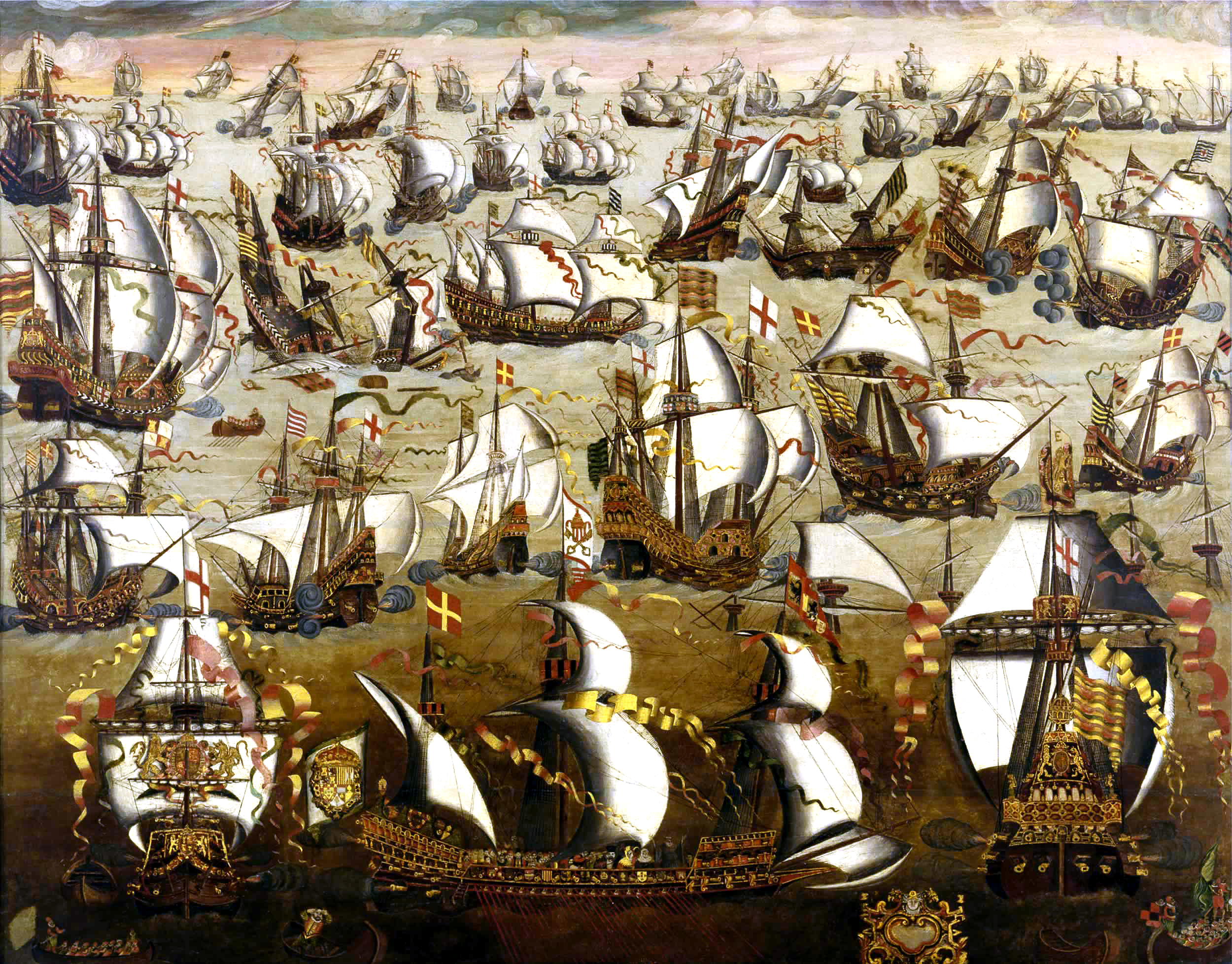
L'Invincible Armada se battant contre les Anglais.

Le bateau est loué par le roi Philippe II de sorte qu'il fait partie de l'Invincible Armada qui fait partie de son plan pour envahir l'Angleterre. Le Ragazzona est le vaisseau amiral de l'escuadra de Levante, l'Escadron du levant, composé de neuf navires et dirigé par Martín de Bertendona.
Après l'échec des plans de Philippe II pour envahir l'Angleterre, La Ragazzona met le cap sur la péninsule. Arrivé à La Corogne et lourdement endommagé après la bataille, il est victime d'une tempête et coule le 8 décembre 1588.

## Après avoir coulé
Les canons que transportent le Ragazzona sont emmenés à La Corogne où ils jouent un rôle essentiel dans la défense de la ville contre les attaques du corsaire anglais Francis Drake en 1589, défense dans laquelle se distinguera María Pita.
Les restes du navire sombrent dans l'oubli pendant plusieurs siècles jusqu'à ce qu'en 2013, une équipe dirigée par l'université de Saint-Jacques-de-Compostelle la redécouvre, en collaboration avec l'Armada espagnole et la société Argos.